# Черепаново (Артинський міський округ)
Черепа́ново (рос. Черепаново) — присілок у складі Артинського міського округу Свердловської області.
Населення — 13 осіб (2010, 27 у 2002).
Національний склад станом на 2002 рік: росіяни — 100 %.